# Acaena berteriana
Acaena berteriana é uma espécie de rosácea do gênero Acaena, pertencente à família Rosaceae.